# Аманс (Лотарингия)
Ама́нс (фр. Amance) — коммуна во французском департаменте Мёрт и Мозель, региона Лотарингия. Относится к  кантону Мальзевиль.

## География
Аманс расположен в 10 км к востоку от Нанси. Соседние коммуны: Буксьер-о-Шен, Брен-сюр-Сей, Шампену, Ланёвлотт и Лаитр-су-Аманс.

## Демография
Население коммуны на 2010 год составляло 333 человека.
| 1962 | 1968 | 1975 | 1982 | 1990 | 1999 | 2010 |
| ---- | ---- | ---- | ---- | ---- | ---- | ---- |
| 336  | 304  | 319  | 329  | 312  | 296  | 333  |